# Alexander Beer

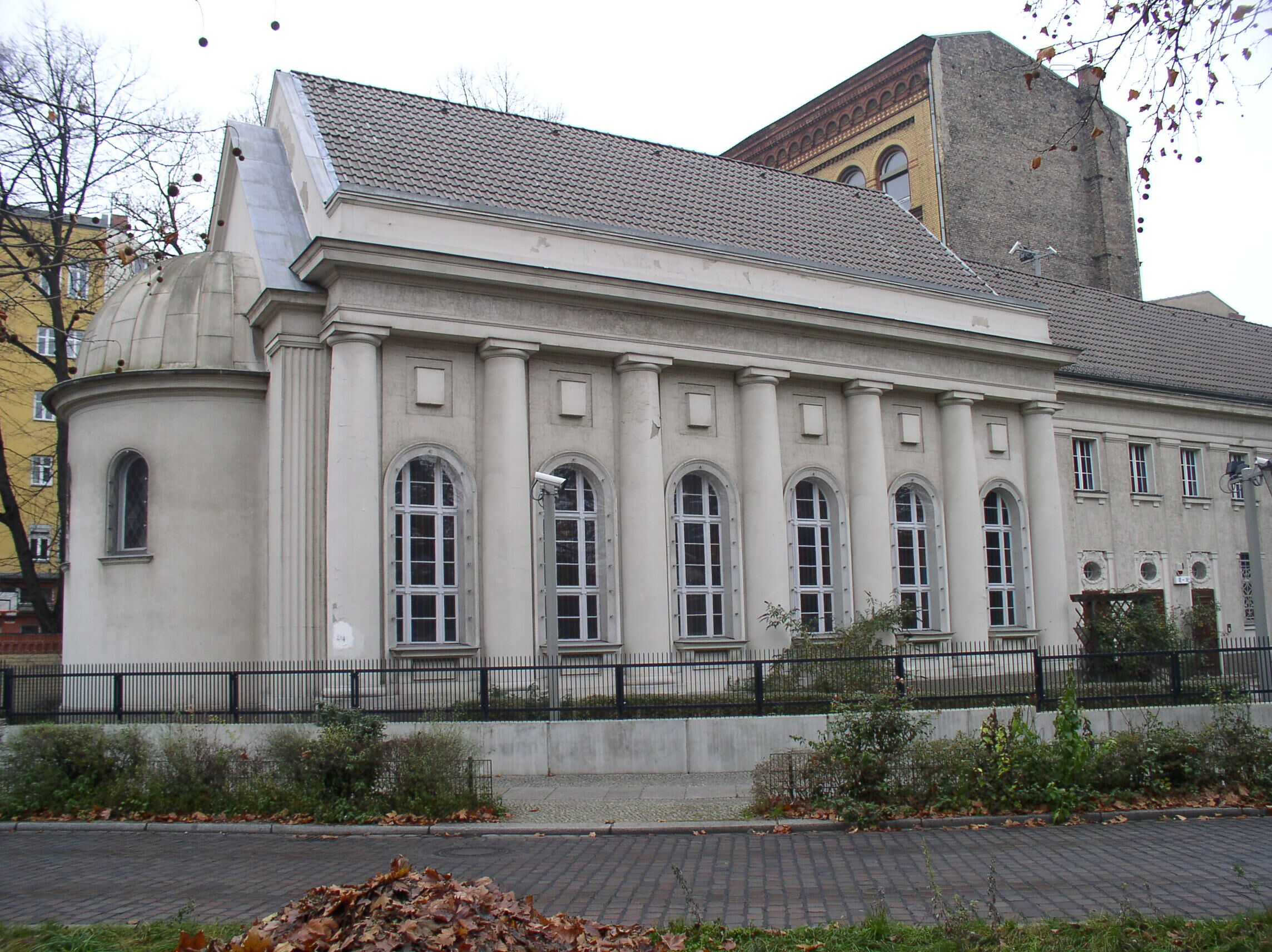
Orthodoxe Synagoge Fraenkelufer

Alexander Beer (* 10. September 1873 in Hammerstein, Westpreußen; † 8. Mai 1944 im Ghetto Theresienstadt) war ein deutscher Architekt und Gemeindebaumeister in Berlin.

## Leben
Alexander Beer war das siebente Kind des Gerbermeisters Jakob Beer und der Lina Weile. Er besuchte die Fürstin-Hedwig-Schule in Neustettin. Beer studierte an der Technischen Hochschule (Berlin-)Charlottenburg und an der Technischen Hochschule Darmstadt. Er begann seine berufliche Tätigkeit in Mainz und Alzey, wo er die Kapelle der Landesnervenklinik schuf. Als Gemeindebaumeister (seit 1910) und Leiter des Bauamtes der Jüdischen Gemeinde Berlin schuf Beer unter anderem das Gebäude des Jüdischen Waisenhauses in Pankow, die Orthodoxe Synagoge am ehemaligen Kottbuser Ufer (heute Fraenkelufer) in Kreuzberg und die Synagoge Prinzregentenstraße in Wilmersdorf. Wie das Ehrenmal der im Ersten Weltkrieg gefallenen jüdischen Kriegsteilnehmer (1927) auf dem Jüdischen Friedhof Berlin-Weißensee, so sind zahlreiche, größtenteils noch nicht identifizierte Grabsteine dort in einer ihm eigenen Synthese von neobarockem und Art-déco-Stil Entwürfe von Beer (z. B. die Wandgräber Wassermann-Freudenheim-Michalski; Samson Hochfeld).
Am 17. März 1943 wurde er aufgrund der Nürnberger Rassengesetze in das KZ Theresienstadt deportiert, wo er am 8. Mai 1944 ermordet wurde.
Beer war seit 1924 mit Alice Fanny Davidsohn verheiratet, die 1941 starb. Die Tochter Beate (* 1929) entkam 1939 mit einem Kindertransport nach Großbritannien.

## Ehrungen
Am 20. April 2012 wurde Alexander Beer mit einer Berliner Gedenktafel am Haus, Auguststraße 11–13, in Berlin-Mitte geehrt.

## Galerie

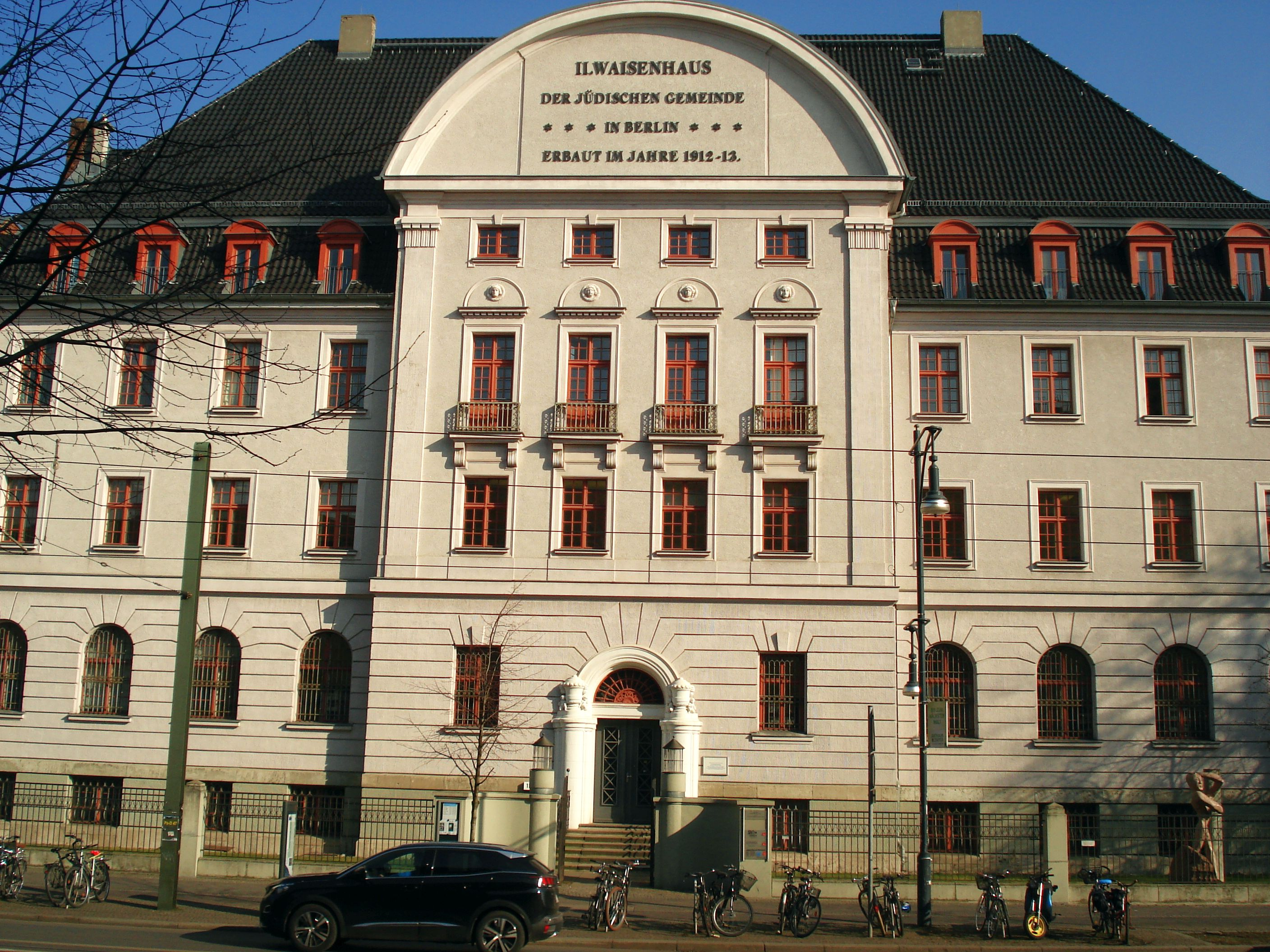
Zweites Waisenhaus der Jüdischen Gemeinde, Berliner Str. 120 in Berlin-Pankow
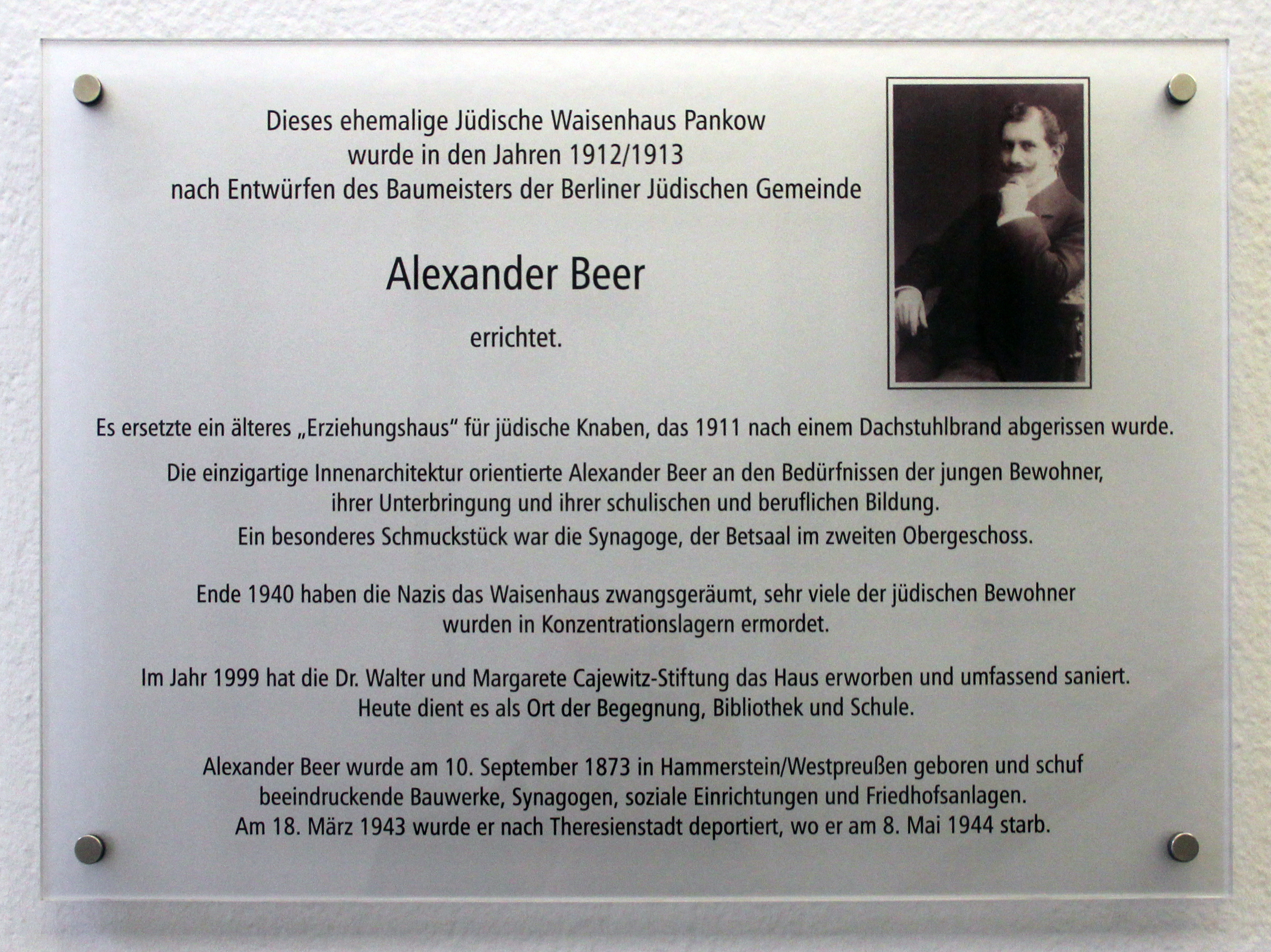
Gedenktafel im ehemaligen Jüdischen Waisenhaus in Berlin-Pankow
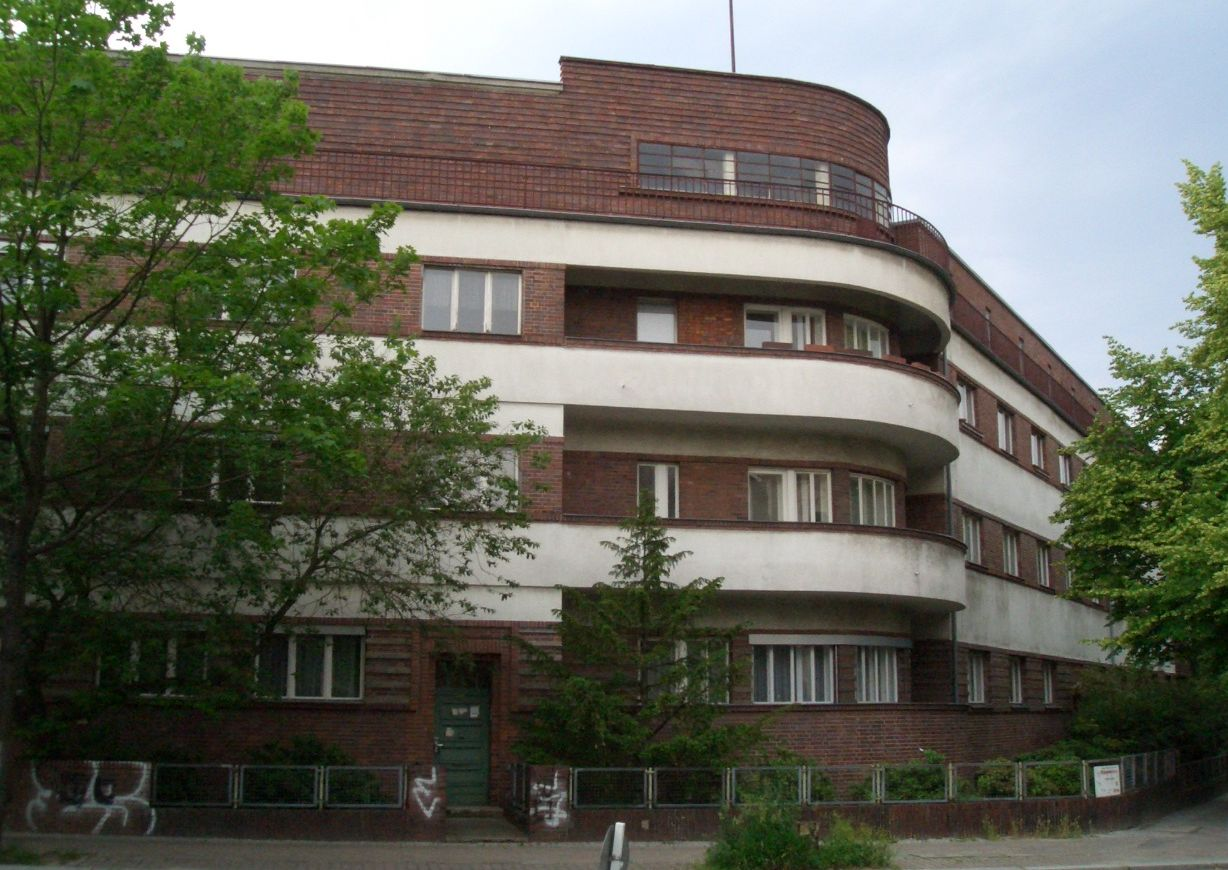
Ehemaliges Jüdisches Altersheim in der Berkaer Str. 31–35, Berlin-Schmargendorf
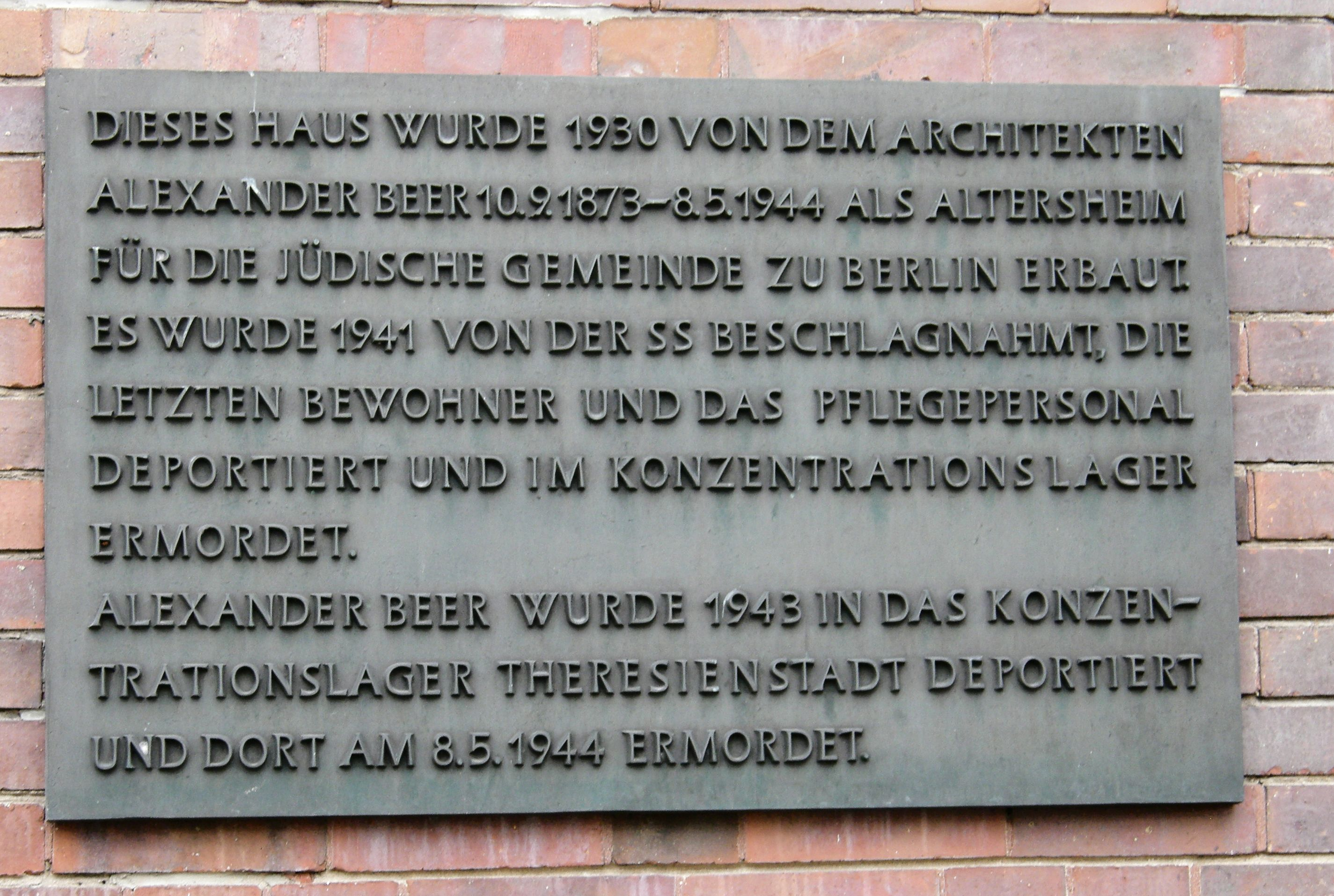
Gedenktafel am Jüdischen Altenheim, Berkaer Straße, Berlin-Schmargendorf
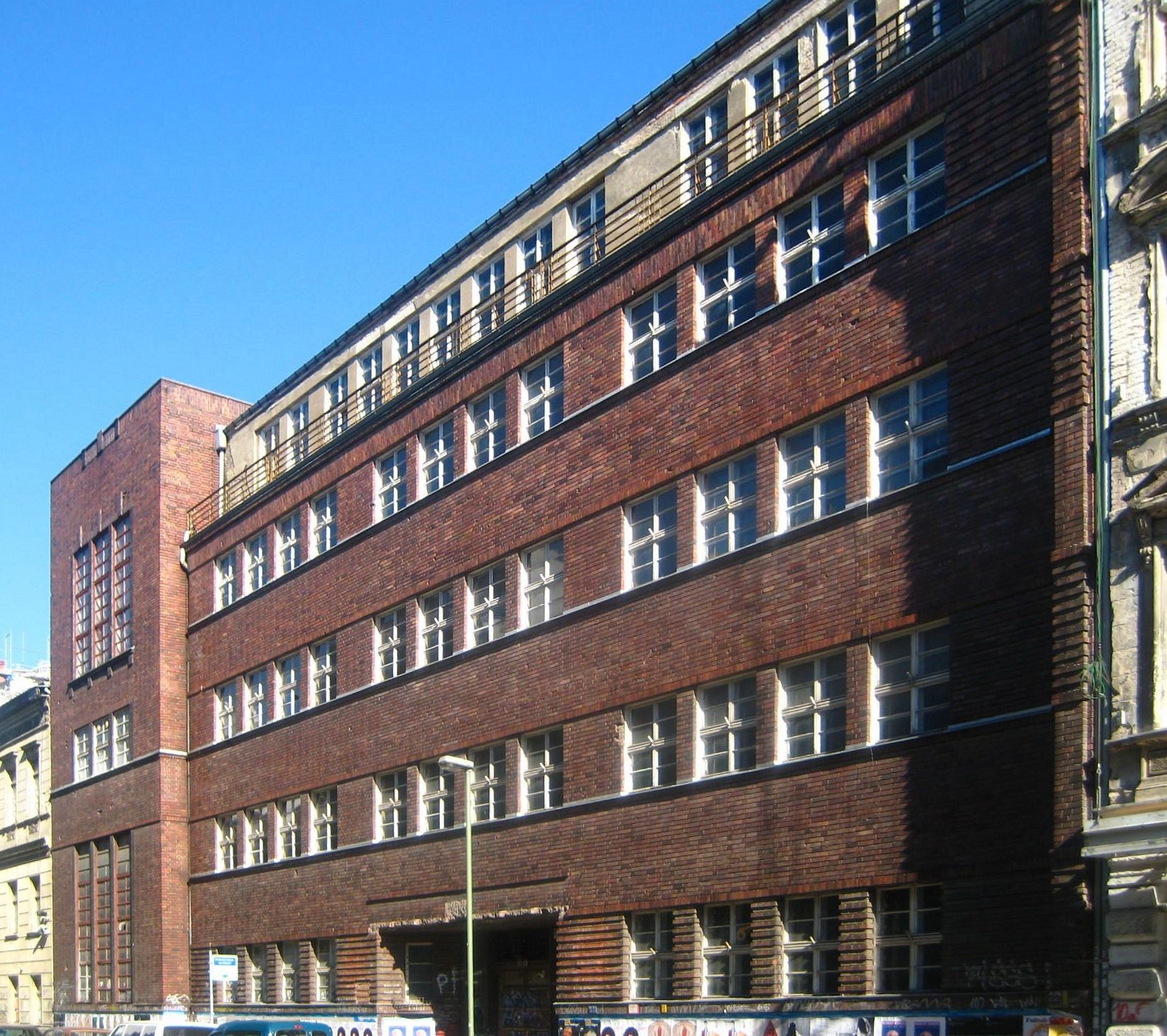
Ehemalige Jüdische Mädchenschule Auguststraße 11–13, Berlin-Mitte
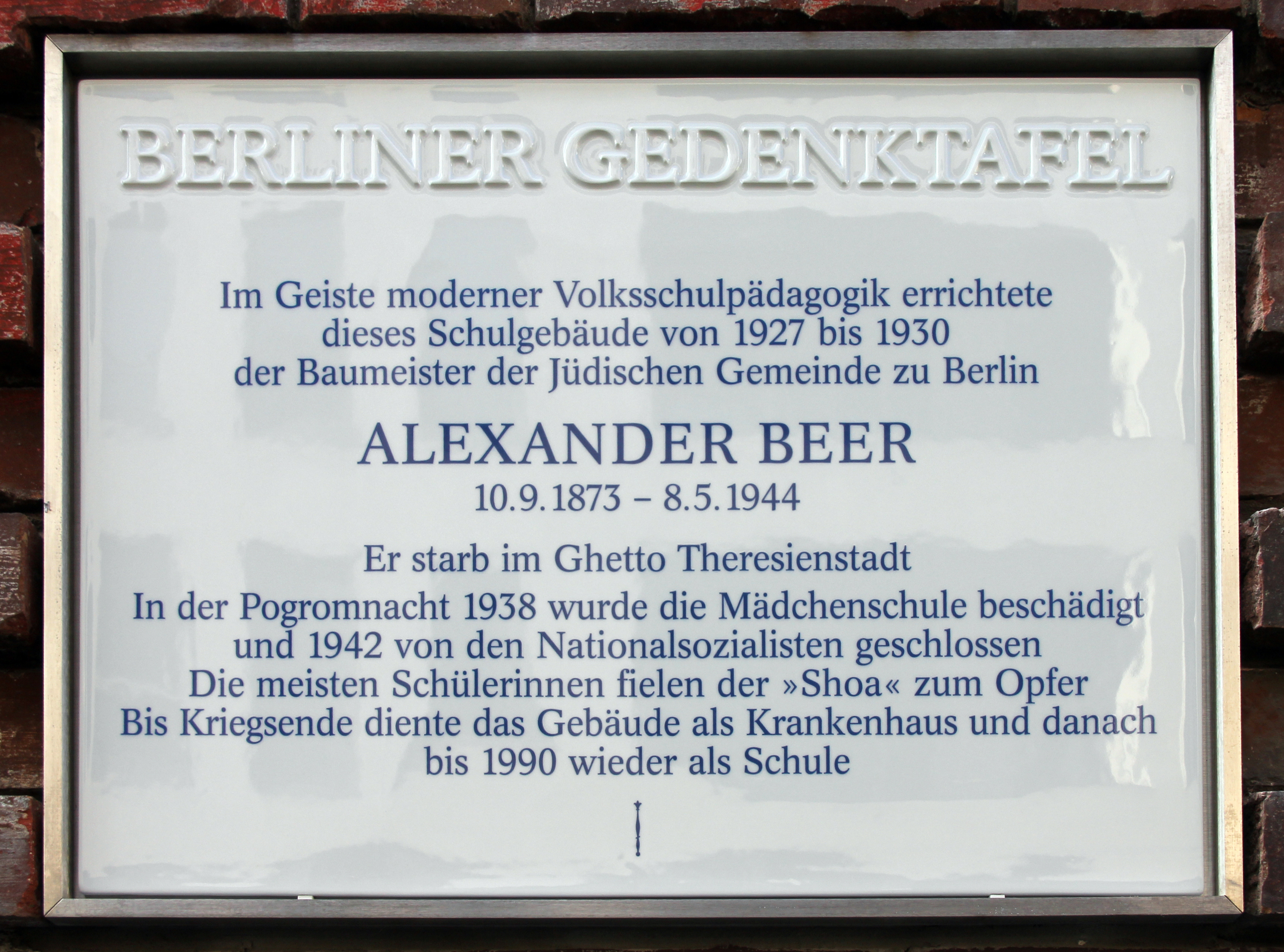
Berliner Gedenktafel an der Mädchenschule, Auguststraße 11–13, Berlin

## Werk

### Bauten und Entwürfe
Mehrere Bauten Beers stehen unter Denkmalschutz (D).
- 1912–1913: Jüdisches Waisenhaus Berlin in Berlin-Pankow (D)
- 1913–1916: Orthodoxe Synagoge Fraenkelufer in Berlin-Kreuzberg (D)
- 1922–1926: Kriegerdenkmal auf dem Jüdischen Friedhof Berlin-Weißensee (D)[1]
- 1927–1928: Jüdische Mädchenschule in der Auguststraße 11 in Berlin-Mitte (D)
- 1928–1930: Synagoge Prinzregentenstraße in Berlin-Wilmersdorf (1938 abgebrannt, Ruine 1958 beseitigt)
- 1929–1930: Altersheim der jüdischen Gemeinde zu Berlin in Berlin-Schmargendorf (D)
- ?–1933: Umbau des Gemeindehospizes in der Oranienburger Straße in ein Jüdisches Museum

### Schriften
- Friedhofskultur. In: Gemeindeblatt der Jüdischen Gemeinde zu Berlin, 19. Jahrgang 1929, Nr. 12 (vom Dezember 1929), S. 641–642.
- Neubau der Synagoge Prinzregentenstraße. In: Gemeindeblatt der Jüdischen Gemeinde zu Berlin, 20. Jahrgang 1930, Nr. 9 (vom September 1930), S. 402–404.
- Neubau der Synagoge Prinzregentenstraße in Berlin. In: Deutsche Bauzeitung, 64. Jahrgang 1930, Nr. 73/74, S. 521–525.
- Das neue Altersheim der Jüdischen Gemeinde. In: Gemeindeblatt der Jüdischen Gemeinde zu Berlin, 21. Jahrgang 1931, Nr. 4 (vom April 1931), S. 124–125.